# Broaryd
Broaryd è un'area urbana della Svezia situata nel comune di Gislaved, contea di Jönköping.
La popolazione risultante dal censimento 2010 era di 271 abitanti.

## Galleria d'immagini

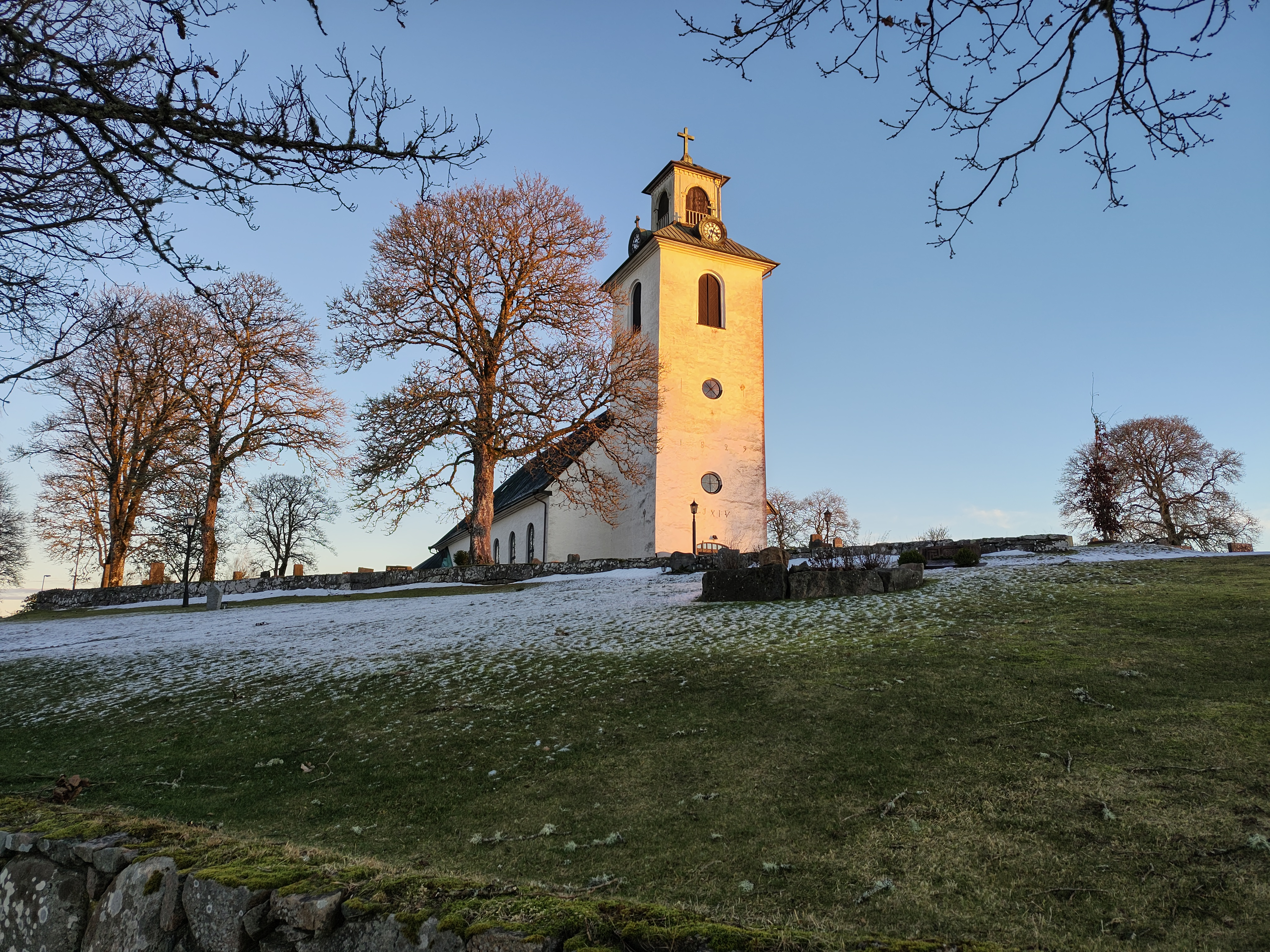
Chiesa di Södra Hestra
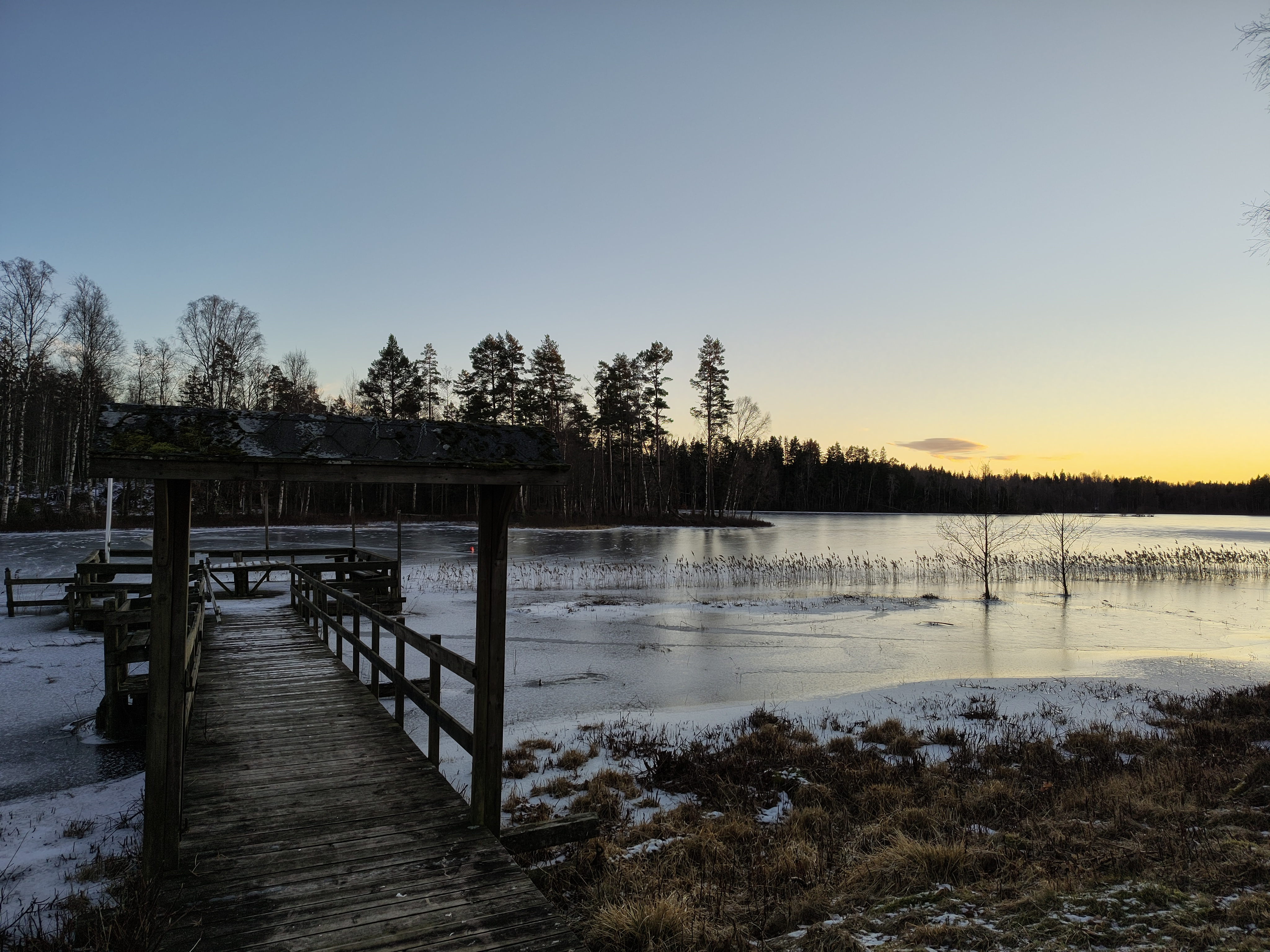
Il lago di Hestra in inverno
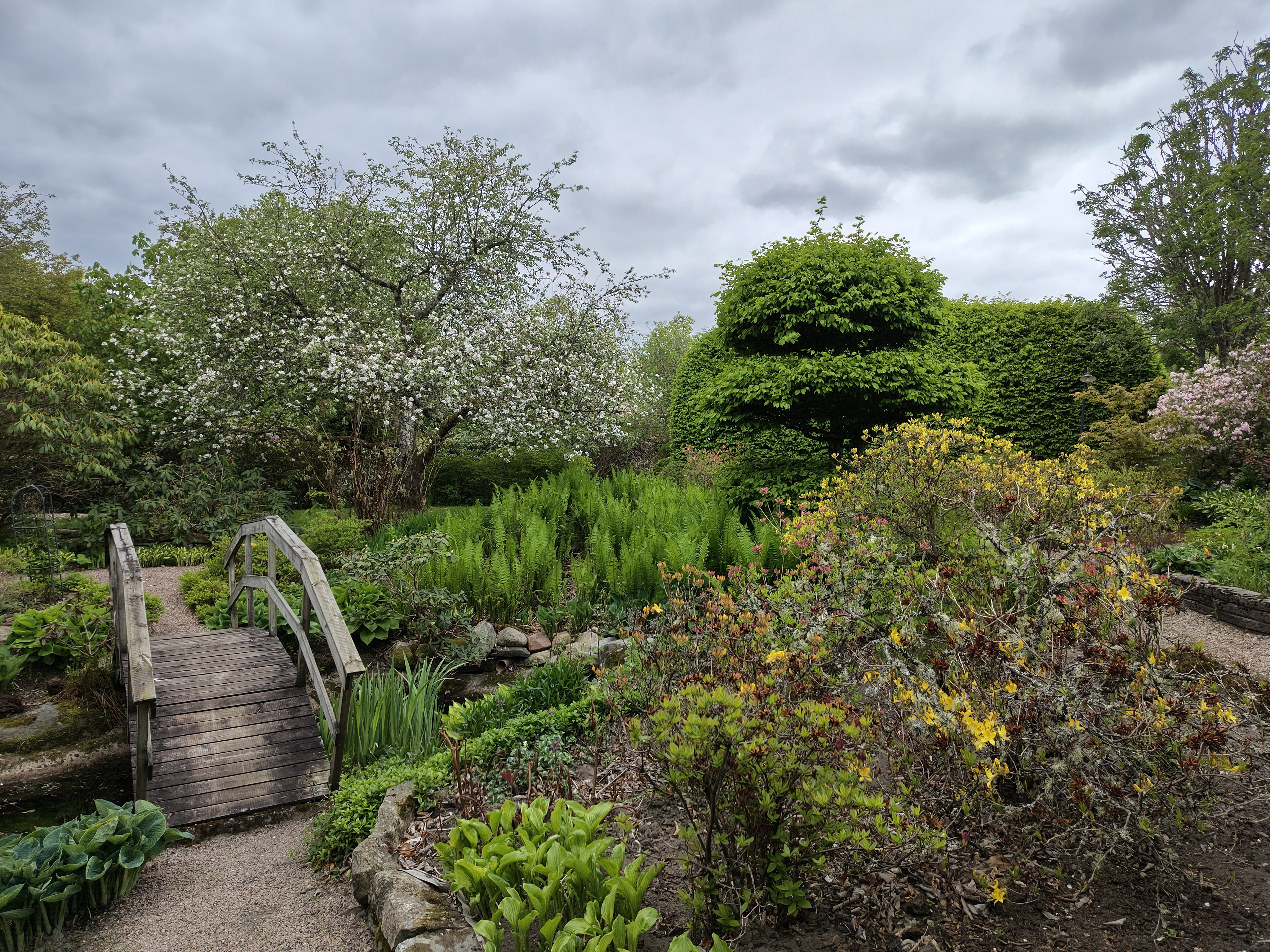
"Kärrhults gård" giardino botanico